# Dangsinjasin-gwa dangsin-ui geot
Dangsinjasin-gwa dangsin-ui geot (당신자신과 당신의 것?) è un film del 2016 diretto da Hong Sang-soo.